# اوندژی بالوین
اوندژی بالوین (چکی: Ondřej Balvín؛ زادهٔ ۲۰ سپتامبر ۱۹۹۲) بازیکن بسکتبال اهل جمهوری چک است.
از باشگاه‌هایی که در آن بازی کرده‌است می‌توان به باشگاه بسکتبال رئال بتیس اشاره کرد.
وی در مسابقات کشوری و بین‌المللی در مجموع برندهٔ ۱ مدال نقره شده‌است.